# Huỳnh Tấn Tài
Tránh nhầm lẫn với Hồ Tấn Tài
Huỳnh Tấn Tài (sinh ngày 17 tháng 8 năm 1994) là một cầu thủ bóng đá người Việt Nam đang chơi ở vị trí tiền vệ cho câu lạc bộ Hoàng Anh Gia Lai theo dạng cho mượn từ Công an Hà Nội.